# Свети Никола (Ново село, Скопско)
Вижте пояснителната страница за други значения на Свети Никола.
„Свети Никола“, известна и като „Свети Николай Талалей“ или „Свети Талеа“(на македонска литературна норма: Свети Никола Талалеј, Свети Талеа) е българска възрожденска православна църква в скопското Ново село, Северна Македония. Част е от Скопската епархия на Македонската православна църква – Охридска архиепископия.
Храмът се намира на няколкостотин метра южно от селото. Изграден е в края на XVIII – началото на XIX век, за което свидетелстват надписи и много стари надгробни плочи около църквата. Възобновявана е два пъти. Първият път в 1896 година от дебърския майстор Петър Николов, за което свидетелства надписа „Сей свети храм светаго Николай поновися в 1896 май 8 д с иждивением... народом жителей селски трудом митрополит Методия поп Теодор от Кожле из руки Петра зографа от Велес.“ За втори път църквата е обновена в 2003 – 2005 година.
- Входът на църквата с надписа за обновяването от 2003 – 2005 г.
- Две стари надгробни плочи в двора на църквата